# The Lord of the Rings: The Third Age
The Lord of the Rings: The Third Age är ett tv-spel utvecklat och gavs ut av EA Games till Gamecube, Playstation 2 och Xbox. Spelaren styr en grupp figurer som används genom äventyret, och utvecklas genom erfarenhetspoäng som de får genom att besegra fiender och slutföra uppdrag.

## Handling
Handlingen i spelet kretsar kring Berethor, kapten av Gondors stadsgarde, som färdas mot Vattnadal för att finna Boromir, en av de nio medlemmarna av Ringens brödraskap. På vägen mot Vattnadal överfalls Berethor av en grupp ringvålnader, som nästan dödar honom. Han räddas av alvkvinnan Idrial, som är en av Galadriels tjänare. Tillsammans har de en syn där Gandalf grå berättar att Boromir är en del av Ringens brödraskap, och att de färdas mot Moria. På väg mot Moria möter Berethor Elegost, en utbygdsjägare av Dúnedains folk. Senare möter de dvärgen Hadhod. Efter Boromirs död får gruppen i uppdrag att på bästa sätt försöka hjälpa de medlemmar av Ringens brödraskap som fortfarande är i livet. De hjälper Gandalf att döda Balrogen vid Khazad-dûms bro. De färdas vidare genom landet Rohan. På vägen möter de Morwen, en kvinna från Rohan som förlorat sin familj för Sarumans attacker, och Éoaden, en medlem av Théodens kungliga garde. De kommer fram till Helms klyfta och hjälper Aragorn, Legolas och Gimli att strida mot Uruk-haier som stormar fästet. Efter detta färdas de till Osgiliath, där de, med hjälp av Faramir, dödar orchledaren Gothmog och flera ringvålnader. Till slut strider de också vid Minas Tirith och hjälper Éowyn att döda Häxmästaren av Angmar på Pelennors fält. Efter att ha dräpt de återstående åtta Nazgûlerna färdas sällskapet till Mordor, där de möter Saurons öga och förstör det. Med detta är spelet klarat.

## Röstskådespelare
- Rhys Lloyd - Berethor / Aranel / Gamling
- Lori Phillips - Idrial / Morwen / Karavanalv
- Chris Edgerly - Elegost / Aragorn / Éomers löjtnant
- Lewis Macleod - Hadhod / Sharku
- Charles Martinet - Éaoden / Gimli
- Ian McKellen - Gandalf
- Christopher Lee - Saruman

Arkivmaterialröster
- Sean Astin - Sam Gamgi
- Sean Bean - Boromir
- Cate Blanchett - Galadriel
- Orlando Bloom - Legolas
- Billy Boyd - Peregrin 'Pippin' Took
- Jed Brophy - Sharku
- Brad Dourif - Gríma
- Bernard Hill - Théoden
- Ian Holm - Bilbo Bagger
- Dominic Monaghan - Meriadoc Vinbock
- Viggo Mortensen - Aragorn
- John Noble - Denethor
- Miranda Otto - Éowyn
- John Rhys-Davies - Gimli
- Andy Serkis - Gollum
- Harry Sinclair - Isildur
- Liv Tyler - Arwen
- Karl Urban - Éomer
- Hugo Weaving - Elrond
- David Wenham - Faramir
- Elijah Wood - Frodo Bagger